# Hårig svanssjögurka
Hårig svanssjögurka (Thyone wahrbergi) är en sjögurkeart som beskrevs av Madsen 1941. I den svenska databasen Dyntaxa används istället namnet Thyone gadeana. Hårig svanssjögurka ingår i släktet Thyone och familjen korvsjögurkor. Enligt den svenska rödlistan är arten otillräckligt studerad i Sverige. Arten förekommer i Götaland. Artens livsmiljö är havet. Inga underarter finns listade i Catalogue of Life.